# Spider-Ham: Caught in a Ham
Spider-Ham: Caught in a Ham (ou simplesmente Caught in a Ham) é um curta-metragem animado de super-herói norte-americano de 2019 estrelado pelo personagem Porco-Aranha da Marvel Comics. O curta foi dirigido e escrito por Miguel Jiron e produzido pela Sony Pictures Animation. Ele é uma prequência do filme Spider-Man: Into the Spider-Verse de 2018 e foi lançado como bônus no lançamento digital do filme, em 26 de fevereiro de 2019, e também como parte do Blu-ray e o DVD do filme ambos lançados em 19 de março. John Mulaney reprisa seu papel como Porco-Aranha do filme momentos antes de entrar em um portal para o Aranhaverso.
Caught in a Ham foi lançado oficialmente no YouTube em 20 de setembro de 2019 pela Marvel HQ sob licença da Sony Pictures Animation.

## Enredo
No instante em que o Porco-Aranha estava prestes a comer um cachorro-quente, ele é sequestrado pelo Doutor Papai-Garra. Por meio de raciocínio rápido e críticas ao apelido escolhido pelo Doutor Papai-Garra, o Porco-Aranha consegue derrotar o vilão e escapar. Enquanto se afastava, o Porco-Aranha é engolido por um portal interdimensional que o leva para um universo alternativo. Quando o curta termina, o cachorro-quente sai do portal.

## Elenco
- John Mulaney como Porco-Aranha
- Aaron LaPlante como Doutor Papai-Garra

## Produção
Seguindo o lançamento bem-sucedido de Spider-Man: Into the Spider-Verse em dezembro de 2018, os produtores Phil Lord e Christopher Miller disseram que planejavam produzir dois curtas bônus animados com o tema de Homem-Aranha para acompanhar a versão original do filme em Blu-ray e os demais lançamentos digitais. A dupla também expressou interesse em criar um curta-metragem sobre o Porco-Aranha, com Phil afirmando que queria um "spin-off do universo cinematográfico do Porco-Aranha. Uma coisa de cada vez". Mais tarde naquele mesmo mês, os produtores Amy Pascal e Avi Arad também declararam interesse em fazer um filme derivado do personagem. Após conversas sobre um possível spin-off e a proposta de John Mulaney para um filme do Porco-Aranha, o projeto foi confirmado pela Sony Pictures Animation em 18 de fevereiro de 2019.

## Recepção
O curta-metragem foi bastante elogiado pela crítica. Mike Phalin, escrevendo para o ScienceFiction.com, disse que o curta era "muito bom", expressando que "a versão do Porco-Aranha da Sony [era] um pouco que uma mistura da versão do Pernalonga do Chuck Jones [sic] com o Patolino sob a direção de Bob Clampett."  Ashley Robinson, escrevendo para o Major Spoilers, elogiou todo o conjunto de imagens apresentadas no curta, bem como a dublagem de John Mulaney no filme.